# 141 (szám)
A 141 (száznegyvenegy) a 140 és 142 között található természetes szám.
A 141 a hatodik tizenegyszögszám. Középpontos ötszögszám.
A 141 az első 13 természetes szám osztói összegének az összege.
A 141 a második olyan n, amelyhez tartozó Cullen-szám (n · 2n + 1) prímszám, tehát a 
{\displaystyle 141\cdot 2^{141}+1}
szám a második Cullen-prím. Ez a prím tízes számrendszerben negyvenöt számjegyű:
{\displaystyle 393050634124102232869567034555427371542904833}